# خط طول 168° شرق
خط طول 168° شرق هو أحد خطوط الطول الجغرافية، والتي تمتد من القطب الشمالي الجغرافي إلى القطب الجنوبي الجغرافي، وحسب التحويل الزمني يتقدم خط طول 168° شرق عن خط غرينتش بـ11 ساعة و12 دقيقة.

## من القطب إلى القطب
ينطلق خط طول 168° شرق من القطب الشمالي نحو القطب الجنوبي مرورا بالمناطق التي ترد في الجدول التالي:
| الإحداثيات                           | البلد أو الإقليم أو البحر | ملاحظات |
| ------------------------------------ | ------------------------- | --- |
| 90°0′N 168°0′E / 90.000°N 168.000°E  | المحيط المتجمد الشمالي    | |
| 74°25′N 168°0′E / 74.417°N 168.000°E | بحر سيبيريا الشرقي        | |
| 69°56′N 168°0′E / 69.933°N 168.000°E | روسيا                     | أوكروغ تشوكوتكا الذاتية — جزيرة أيون و the mainland كراي كامشاتكا — من 64°17′N 168°0′E / 64.283°N 168.000°E |
| 60°32′N 168°0′E / 60.533°N 168.000°E | بحر بيرنغ                 | |
| 54°34′N 168°0′E / 54.567°N 168.000°E | روسيا                     | كراي كامشاتكا — Medny Island |
| 54°32′N 168°0′E / 54.533°N 168.000°E | المحيط الهادئ             | مرورا بشرق جزيرة كواجالين, جزر مارشال (في 8°54′N 167°47′E / 8.900°N 167.783°E) |
| 8°11′N 168°0′E / 8.183°N 168.000°E   | جزر مارشال                | Namu Atoll |
| 8°7′N 168°0′E / 8.117°N 168.000°E    | المحيط الهادئ             | مرورا بغرب حلقة نامدريك, جزر مارشال (في 5°38′N 168°5′E / 5.633°N 168.083°E) |
| 14°12′S 168°0′E / 14.200°S 168.000°E | بحر المرجان               | مرورا بغرب the جزيرة Méré Lava, فانواتو (في 14°25′S 168°1′E / 14.417°S 168.017°E) · مرورا بغرب the جزيرة Maewo, فانواتو (في 14°55′S 168°5′E / 14.917°S 168.083°E)                                                                               |
| 15°17′S 168°0′E / 15.283°S 168.000°E | فانواتو                   | Aoba Island |
| 15°19′S 168°0′E / 15.317°S 168.000°E | بحر المرجان               | مرورا بغرب Pentecost Island, فانواتو (في 16°40′S 168°6′E / 16.667°S 168.100°E) |
| 16°12′S 168°0′E / 16.200°S 168.000°E | فانواتو                   | جزيرة Ambrym |
| 16°19′S 168°0′E / 16.317°S 168.000°E | بحر المرجان               | مرورا بشرق the جزيرة Malakula, فانواتو (في 16°28′S 167°49′E / 16.467°S 167.817°E) · مرورا بغرب the جزيرة Epi, فانواتو (في 16°41′S 168°7′E / 16.683°S 168.117°E) · مرورا بغرب the جزيرة Efate, فانواتو (في 17°42′S 168°9′E / 17.700°S 168.150°E) |
| 21°27′S 168°0′E / 21.450°S 168.000°E | كاليدونيا الجديدة         | جزيرة Maré |
| 21°39′S 168°0′E / 21.650°S 168.000°E | المحيط الهادئ             | مرورا بغرب جزيرة نورفولك (في 29°0′S 168°1′E / 29.000°S 168.017°E) |
| 44°19′S 168°0′E / 44.317°S 168.000°E | نيوزيلندا                 | الجزيرة الجنوبية (نيوزيلندا) |
| 46°23′S 168°0′E / 46.383°S 168.000°E | Foveaux Strait            | |
| 46°46′S 168°0′E / 46.767°S 168.000°E | نيوزيلندا                 | جزيرة ستيوارت |
| 47°7′S 168°0′E / 47.117°S 168.000°E  | المحيط الهادئ             | |
| 60°0′S 168°0′E / 60.000°S 168.000°E  | المحيط الجنوبي            | |
| 71°8′S 168°0′E / 71.133°S 168.000°E  | القارة القطبية الجنوبية   | منطقة روس, المطالب الإقليمية بالقارة القطبية الجنوبية by نيوزيلندا |
| 73°33′S 168°0′E / 73.550°S 168.000°E | المحيط الجنوبي            | بحر روس |
| 77°25′S 168°0′E / 77.417°S 168.000°E | القارة القطبية الجنوبية   | منطقة روس, المطالب الإقليمية بالقارة القطبية الجنوبية by نيوزيلندا |